# Two Evil Eyes
Two Evil Eyes (Italiaans: Due occhi diabolici) is een Italiaans-Amerikaanse horrorfilm uit 1990 en is geregisseerd door Dario Argento en George A. Romero.
De film is een tweeluik gebaseerd op twee verhalen van Edgar Allan Poe.

## Verhaal

### The Facts in the Case of M. Valdemar
In Romero's The Facts in the Case of Mr. Valdemar spant een overspelige vrouw (Adrienne Barbeau) samen met haar minnaar om haar stervende echtgenoot zijn fortuin afhandig te maken. Hun plan keert zich op een akelige manier tegen hen.

### The Black Cat
In Argento's duistere interpretatie van The Black Cat wordt een fotograaf (Harvey Keitel) tot waanzin gedreven door de zwarte kat van zijn vriendin, met bloederige gevolgen.

## Rolverdeling

### The Facts in the Case of M. Valdemar
| Acteur            | Personage          |
| ----------------- | ------------------ |
| Adrienne Barbeau  | Jessica Valdemar   |
| Ramy Zada         | Dr. Robert Hoffman |
| Bingo O'Malley    | Ernest Valdemar    |
| Jeff Howell       | Politieagent       |
| E.G. Marshall     | Steven Pike        |
| Chuck Aber        | Mr. Pratt          |
| Christine Forrest | Verpleegster       |
| Tom Atkins        | Rechercheur Grogan |

### The Black Cat
| Acteur           | Personage            |
| ---------------- | -------------------- |
| Harvey Keitel    | Roderick 'Rod' Usher |
| Madeleine Potter | Annabel              |
| John Amos        | Rechercheur LeGrand  |
| Sally Kirkland   | Eleonora             |
| Kim Hunter       | Mrs. Pym             |
| Martin Balsam    | Mr. Pym              |
| Holter Graham    | Christian            |
| Jonathan Adams   | Hammer               |
| Julie Benz       | Betty (debuutrol)    |
| Lanene Charters  | Bonnie               |
| Cinzentinha      | de Zwarte Kat        |